# 刘宏德
刘宏德，辽东宁远卫（今辽宁兴城）人，是一名清朝政治人物。贡生出身。
刘宏德曾于1654年接替查逢盛任嘉定县知县一职，1657年由宋尔瑜接任。